# Carmen Lombardo

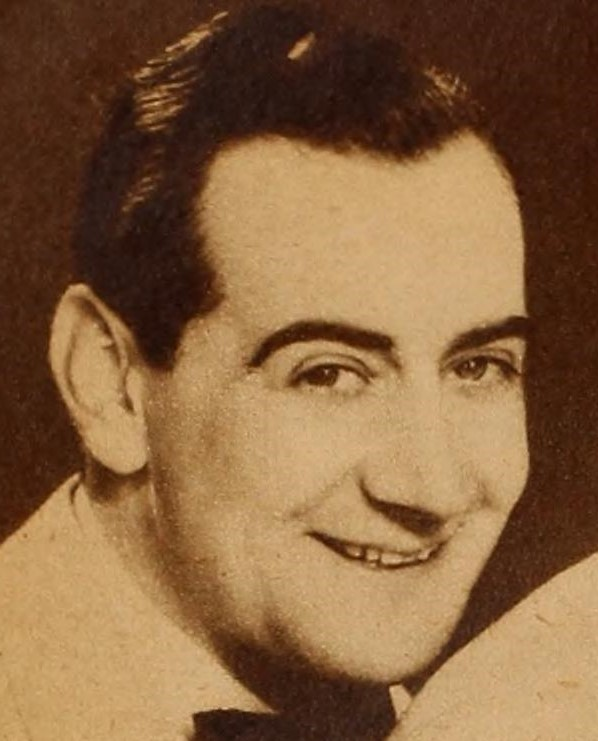
Carmen Lombardo (1935)

Carmen Lombardo (* 16. Juli 1903 in London (Ontario); † 17. April 1971 in Miami) war ein kanadischer Songwriter, Sänger und Saxophonist der leichten Unterhaltungsmusik. Er war der jüngere Bruder des Bandleaders Guy Lombardo.
Lombardo hatte Flötenunterricht und spielte Flöte und Saxophon im Orchester seines Bruders in Kanada. Mit seinem Bruder gründete er 1923 Guy Lombardo and his Royal Canadians, in dem er musikalischer Leiter und erster Saxophonist auf dem Altsaxophon war. Außerdem trat er dort als Sänger auf, manchmal allerdings mit einem Vibrato von derart sentimentalem Effekt, dass er in den Cartoons der Warner Brothers als Cryman Lombardo karikiert wurde und ebenso noch in den 1960er Jahren von Tony Randall in der Tonight Show. Er komponierte auch für das Lombardo Orchester. Von ihm stammen Hits der Band wie Sweethearts on Parade (1928, mit Johnny Green, Gus Kahn), das 1929 drei Wochen die US-Charts anführte, Ridin around in the Rain (mit Gene Austin 1934), Coquette, Boo Hoo (You got me crying for you) (1937), Sailboat in the Moonlight (1937), Some Rainy Day, Get out those old records. Sänger wie Bing Crosby und Dean Martin nahmen seine Songs auf und Coquette wurde von Louis Armstrong, Paul Whiteman, Jimmie Lunceford, Bob Crosby, Bud Freeman und den The Ink Spots aufgenommen.
Für die Royal Canadians, denen er bis 1970 angehörte, schrieb er mit John Jacob Loeb die Bühnenshows Arabian Nights, Paradise Island und Mardi Gras!.
1937 und 1938 gewann er den Down Beat Poll als Saxophonist in der Sparte Sweet Music (in der Jazz-Zeitschrift damals ironisch corn genannt).